# 芝田米三

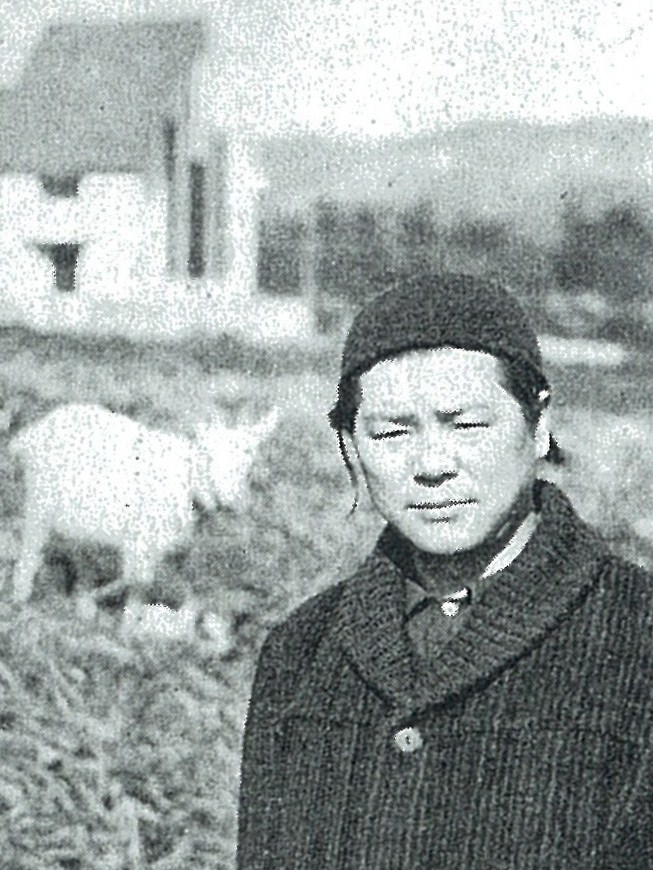
芝田米三

芝田米三（芝田 米造、しばた よねぞう、1926年（大正15年）9月12日 - 2006年（平成18年）5月15日）は、日本の洋画家。金沢美術工芸大学教授を務めた。日本芸術院会員。位階は従四位。

## 経歴
京都生まれ。1939年、京都商業学校入学。今井憲一に師事し油絵を学ぶが、戦時下のため入営する。戦後、独立美術京都研究所で須田国太郎に師事。1950年独立展独立賞、サロン・ド・プランタン賞受賞、1963年安井賞受賞。1965年、1971年、1973年に渡欧。1974年安井賞選考委員、日伯美術連盟評議員、1975年ブラジル・サンパウロ州議会より騎士賞授与、1978年京都府芸術会館理事、1979年訪ソ、1989年京都府文化賞功労賞、1993年独立美術協会功労賞、1994年京都市文化功労者、「楽聖讃歌」で日本芸術院賞を受賞、日本芸術院会員。1999年勲三等瑞宝章受章。没後、従四位に叙される。

## 画風
動物、人物が描かれた幻想的な作風で知られる。具象派。
朝日新聞編集委員であった美術評論家の池田弘は芝田米三について、その生活態度や環境においてもすべてに「愛」が介在する、常に本質を見つめ大切なことを見逃さない豊かで健康的な生き方から、愛に満ちた安らぎの世界が絵に表現されると評している。

## 代表作品

### 樹下群馬
1963年第31回独立展出品作品　安井賞受賞作品　(2019年現在、東京国立近代美術館蔵)。
当時の日本洋画壇が抽象か具象かで揺さぶられていたとき、画家が思い描く思想をいかに造形化するかということが絵画芸術の本質であるならば、具象ではあるが、かなり構成的で感覚の新しいこの作品において、芝田米三は「絵はやはり具象でないと思想は表現できないと思う。思想のない絵はあり得ない。その思想とはいつも自然をしっかり見つめているうちに生まれるその人の世界観だ」と言い、これ以降の指標というべき画家の進むべき方針を確立した。
また画家はこの受賞の折、好んで動物を主題にするのは「生命感を表現したい」からと語っており、この作品で「馬の芝田」の異名をとった芝田米三は、それから数年間にわたって同じ傾向の馬をメイン・モチーフに書き続けるが、その後の作風に幻想的傾向が強まっていくものの、馬は画面から消えた後にも絶えずまた復活しており、この動物は芝田米三の作品発想の中に生き続けてゆくことになる。
美術評論家の村木明はこの「樹下群馬」を、野生美に満ち溢れ作品発想のイメージが見事な造形絵画として実現しており、画面をほぼ横に３分割した上２段の中央にダイナミックな大木を描き、その下の横2段に馬の群像を配した大胆な構成で、一見装飾的でありながら画面全体が躍動しており、その彩色処理がそれを引き立て、いかにも新しい意欲を感じさせる洋画家、芝田米三の地位を築いた代表的な秀作であると評している。

### 春夏秋冬
1976年第44回独立展出品作品(芝田米三画集119ページ掲載)
美術評論家の村木明は前述した躍動感にあふれる「樹下群馬」と、1976年に発表された格調ある優雅な美を表現した「春夏秋冬」の一対によって、1980年までの芝田芸術の表現世界を代表できると次のように述べている。
この作品「春夏秋冬」は4人の人物によってそれぞれに表現される四季図で、4つの屏風仕立のそれぞれが独立した主題の季節感を表しながら人物群像の装飾的構図を追求しており、「樹下群馬」とはモチーフもマチエールの処理も対照的でありながら「樹下群馬」が横に3等分した基本図形であるのに対して、この作品は画面を縦に4等分したいわゆる屏風仕立の構成をとっており、何よりも2つの作品の画面の引き締めに統一感を与える１本の大木が中央から左右に広がっていて、これこそが画家の造形思想によりたどり着いた絵画表現たる造形芸術の一つの結果であり、「樹下群馬」と「春夏秋冬」の2作品が文字通りこの地点までの芝田米三絵画を代表していると言えると村木明は評している。
読売新聞社が主催した1984年の展覧会「生命の讃歌、芝田米三展－昭和世代を代表する作家シリーズ・2－」にて、この作品「春夏秋冬」は東京、大阪、名古屋と一般展覧され、その展覧会画集の表紙に採用されており、150号の大きさのあるこの作品を元にサイズダウンした本作品のリトグラフも画家がサインを入れて限定数280部として発行されている。

### めざめる大地
1979年第47回独立展出品作品　(2019年現在、京都国立近代美術館蔵)。
芝田絵画に登場するシンボライズされた女性像のモデルは藤子夫人といわれいてる。
芝田米三は一人で出かけていた海外取材旅行の折のあまりの美しい情景を、藤子夫人に向けて「青い海と素晴らしいソレントを見せたかった」という言葉とともに夫妻の子供たちが夫人の手を離れた1971年頃より藤子夫人との二人三脚の海外取材の旅が始まった。
二人は1979年にソビエトの古都レニングラードを訪れ、かつてのロマノフ王朝の「冬の宮殿」であったエミタージュ美術館の300万点の所蔵品、またロシア美術館の32万点の芸術品に圧倒されつつ、旅を進めて、多様な造形をみせる教会が立ち並ぶ美しい古都ススダリを目指した。
その道中の広大な大草原はおのずと二人に大きな感動を与え、藤子夫人は米三と過ごしたこの時間に「心からの幸せを感じた」と言い、このような大自然の営みを見て育った人々は心豊かで、この地から偉大な文学者や音楽家が生まれてきたのが良くわかると藤子夫人は感想を述べている。
芝田米三はこのときの感動を「めざめる大地」という作品に描いたと、藤子夫人は自身の著書「追憶の記・画家芝田米三と歩んだ人間讃歌の50年」において回想している。

### 樂聖讃歌
1994年第61回独立展出品作　第50回日本芸術院賞　(2019年現在、日本芸術院蔵)。
芝田米三が師事した須田国太郎は生涯にわたり建築物に強い関心を持ち続け、その作品には多くの建築物や建築家が描かれているが、そのような須田の精神を受け継ぐ芝田米三は画家として最も充実した円熟期を迎えて、自身の子供の頃からの関心事項であった音楽を絵画で表現するという芸術に到達した。
ブラームス、リスト、ドヴォルザークの3人の偉大な作曲家を描く、まさに絵画による音楽の形象化というべきこの作品は日本芸術院賞に輝き、そして芝田米三は日本芸術院会員に推挙されたのである。

## 女性像の作品について
芝田米三はその作品集の中に次のような文章を残している。
「自然に育まれ、美しく開花し、自然の試練を受けて豊かな結実の時が来る。それは尽きぬ自然の姿であり、また、女性の成長期の姿にも似て、自然の仕組みの神秘さに人生の歌を感ずる。美しく咲く花は、人の心を魅了して楽しくし、実りは、試練を経て豊かさを得た喜びの讃歌である。花の時期のみに終わらず、色々な試練を受けながら成長し、実りある人生を歩んでいきたく思う。」そして芝田米三はその時の思いを書き綴り、その何かを語りかけたいと結んでいる。画集190ページ掲載
また、芝田米三はその著書「油絵の描き方８・人物画」の中で、若い女性像について「私の作品には多くの若い女性像が登場するが、これは絵画の最も古典的テーマの一つであり、人間も自然の一員であることを理解すれば計り知れない人間のドラマ性にとりつかれ、その魅力に引かれて描き続けることになった。」と述べている。
芝田米三は中央公論社の「婦人公論」の表紙画を1984年1月から1987年12月までの4年間担当した。後にその作品40点を一同に集めた展覧会に寄せて、米三は「四季を通して春夏秋冬の移り変わりを詩情あふれる情景と共に表現するように努めたが、その昭和が過ぎて平成となり、私は昭和のいぶきを少しでも表せただろうか。」と語り、伝統ある表紙画を担当した喜びを振り返っている。